# Кім Йон Нам
Кім Йон Нам (кор. 김영남; нар. 4 лютого 1928) — державний та політичний діяч КНДР.

## Біографія
Народився 4 лютого 1928 року в Пхеньяні. Член Трудової партії Кореї з 1946 року. У 1944–1945 роках — вчитель сільської школи. У 1946–1952 роках — студент історичного факультету Томського університету, потім університету в Ростові-на-Дону. У 1957–1959 роках — аспірант Академії суспільних наук при ЦК КПРС. У 1963–1967 роках — Перший заступник міністра закордонних справ КНДР. З 1970 року — член ЦК ТПК, з 1974 року голова партійного секретаріату, з жовтня 1980 року член Політбюро ТПК. З грудня 1983 року по вересень 1998 року — заступник прем'єра Адміністративної ради КНДР, міністр закордонних справ КНДР.
З 5 вересня 1998 року займав посаду Голови Президії Верховної Народної Ради КНДР, будучи, відповідно до Конституції — вищою посадовою особою держави. На виборах у Верховне народне зібрання 12-го скликання, що відбулися 8 березня 2009 року, переобраний депутатом ВНР.
Кім Йон Нам називають другою людиною в північнокорейській державній ієрархії.